# Маседоан Либър
„Маседоан Либър“ (на френски: La Macédoine Libre, в превод Свободна Македония) e български вестник на македонската емиграция в България, излизал от 1924 до 1927 година на френски език.
Вестникът има за цел да осведомява международната общественост за развитието на Македонския въпрос и македонската освободителна борба. Печата се в печатницата на Петър Глушков. Излиза на 10 и 24 число в месеца.
| Годишнина | Броеве  | Дата                        |
| --------- | ------- | --------------------------- |
| I         | 1 – 26  | 25 април 1924 – 10 май 1925 |
| II        | 27 – 53 | 25 май 1925 – 1 юли 1926    |
| III       | 54 – 74 | 15 юли 1926 – 15 май 1927   |